# 록시트

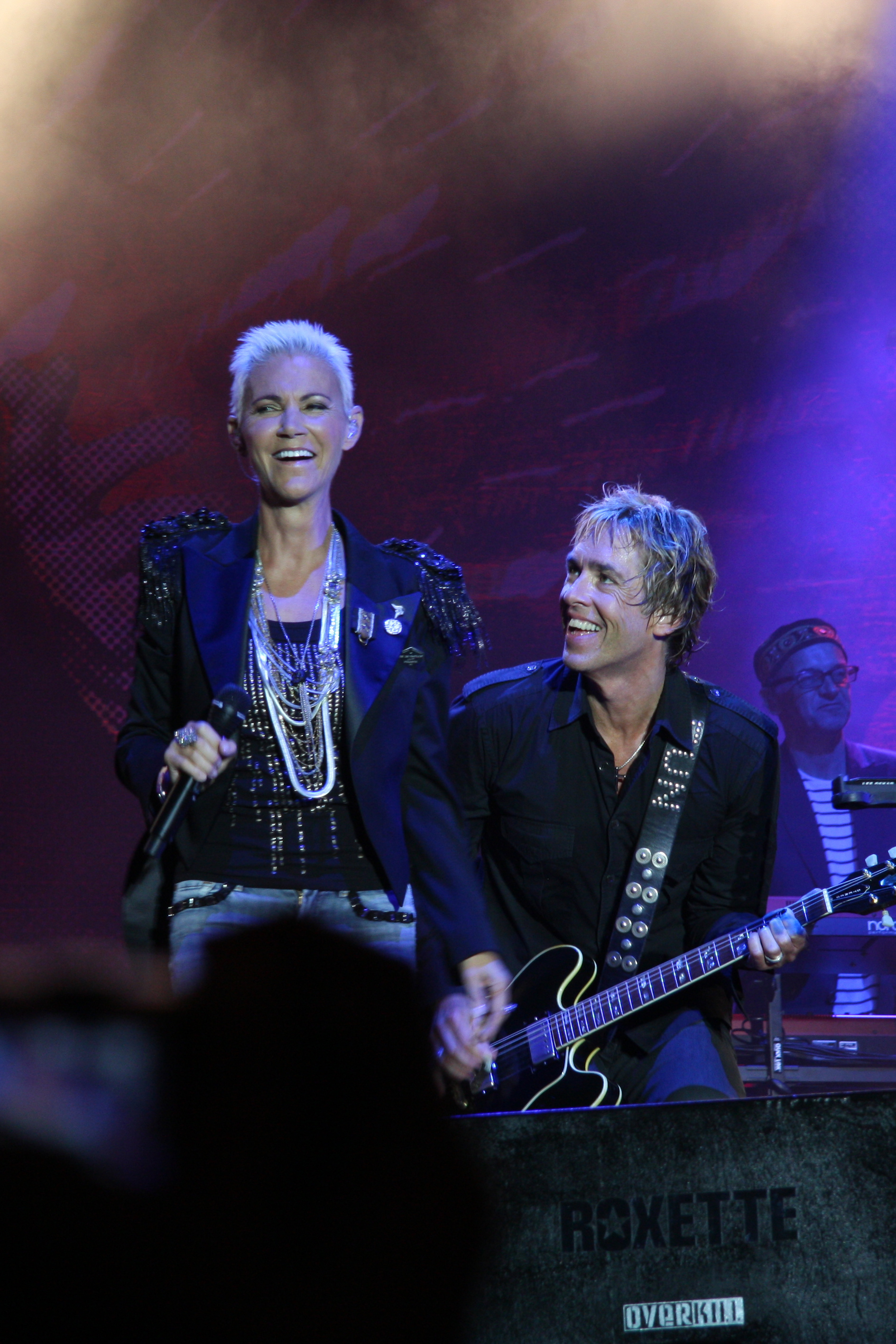
2010년 8월의 록시트

록세트(Roxette)는 마리 프레드릭손(보컬)과 페르 게슬레(보컬, 기타)가 만든 스웨덴의 팝 록 듀오였다. 1986년에 결성된 이 그룹은 1980년대 말부터 전 세계적으로 활동을 시작하였으며 이 시기에 그들은 Look Sharp! 음반을 출시하였다. 2019년 12월 마리 프레드릭손이 17년간의 투병 생활 끝에 뇌종양으로 숨을 거두면서 활동을 마감했다.

## 음반 목록

### 정규 앨범
- 《Pearls of Passion》(1986)
- 《Look Sharp!》(1988)
- 《Joyride》 (1991)
- 《Tourism》 (1992)
- 《Crash! Boom! Bang!》 (1994)
- 《Have a Nice Day》 (1999)
- 《Room Service》 (2001)
- 《Charm School》 (2011)
- 《Travelling》 (2012)
- 《Good Karma》 (2016)

## 투어

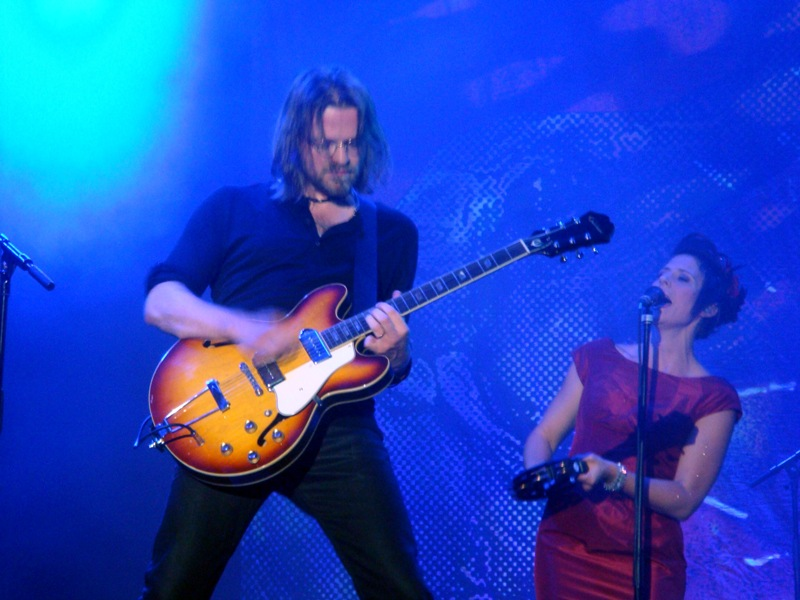
크리스토퍼 룬드퀴스트 (기타 연주자)와 맬린 엑스트랜드 (보컬)가 2010년 유럽 투어 기간 동안 록시트와 동행하였다.

- Rock Runt Riket Swedish Tour (Eva Dahlgren, Ratata 참여)  (1987년)[1]
- Look Sharp! 스웨덴 투어 (1988)[1]
- Look Sharp Live! 유럽 투어 (1989)[1]
- Join the Joyride! 월드 투어 (1991-1992)[1]
- The Summer Joyride – 유럽 투어 (1992)[1]
- Crash! Boom! Bang! 월드 투어 (1994-1995)[1]
- Room Service 투어 (2001)[1]
- Night of the Proms (2009)(클래식과 팝과의 만남)
- European Tour (2010)[1]
- Charm School – The World Tour (2011-2012)[2]
- RoXXXette The 30th Anniversary Tour (2014-2016)[1]